# Will Bruin
Will Bruin, né le 24 octobre 1989 à Saint-Louis dans le Missouri aux États-Unis, est un joueur international américain de soccer. Il évolue au poste d'attaquant.

## Biographie
Après trois saisons très réussies en NCAA, il décide d'anticiper son passage en pro et signe un contrat Génération Adidas. Il est repêché à la onzième position de la MLS SuperDraft 2011 par le Dynamo de Houston.
Le 10 février 2023, l'Austin FC annonce la signature de Will Bruin comme agent libre pour un contrat d'une saison, avec une année supplémentaire en option.

## Palmarès
Sounders de Seattle
- Vainqueur de la Ligue des champions de la CONCACAF en 2022
- Vainqueur de la Coupe MLS en 2019
- Finaliste de la Coupe MLS en 2017 et 2020

Dynamo de Houston
- Finaliste de la Coupe MLS en 2011 et 2012